# Rio Durăceasa
O Rio Durăceasa é um rio da Romênia, afluente do Sacovăţ, localizado no distrito de Iaşi.